# Зонне вирівнювання
Зóнне вирíвнювання — один з методів отримання чистих речовин для напівпровідникової промисловості.
Схема пристрою для зонного плавлення дуже схожа на таку для зонної плавки, тільки в даному випадку в правому (наприклад) кінці човника поміщають монокристалічну затравку і утворюють одну зону плавлення безпосередньо поряд з затравкою. Переміщаючи зону плавлення вліво, можна отримати весь злиток германію у вигляді монокристала з орієнтацією кристалографічних площин, які мала затравка.
Якщо в розплавлену зону ввести легувальну домішку з коефіцієнтом розподілу К<1 (наприклад, індію), то при проходженні зони розплаву уздовж всього злитка можна досягти рівномірного розподілу домішки і отримати зразки з певним типом провідності і з певною концентрацією рухомих носіїв заряду в домішковому напівпровіднику.
Методом зонного вирівнювання можна отримати монокристали германію з домішкою сурми, що розрізняються питомим опором менше 10 % на половині довжини злитка і мають малу концентрацію дислокацій (~1500 на 1 см²).